# سامي منصور
سامي منصور مواليد 20 مايو 1926، هو لاعب كرة سلة مصري. مثّل منتخب بلاده. شارك في دورة الألعاب الأولمبية الصيفية سنة 1952.

## روابط خارجية
- سامي منصور على موقع الاتحاد الدولي لكرة السلة (الإنجليزية)
- سامي منصور على موقع سبورتس رفرنس (الإنجليزية)
- سامي منصور على موقع أوليمبيديا (الإنجليزية)